# Нагара
Нагара́ (от араб. نقارة‎, naqr — постукивать, поколачивать) — вид двустороннего барабана. Распространён в Азербайджане.
Под названием нагара, нагора́, наккара существует другой вид ударного инструмента — парные литавры, использующийся в музыке Азербайджана (гоша́ нагара́),, Грузии (диплипи́то), Узбекистане, Таджикистане, Индии. См. также: Накры.

## Азербайджанская нагара
Азербайджанская нагара (азерб. Nağara), в зависимости от размеров, подразделяется на:
- Кьос нагара, беюк нагара — большой барабан.
- Бала нагара, чюре нагара — средний.
- Кичик нагара — малый.

См. также: Голтуг нагара.

## Исполнение
Играют на нагаре двумя или одной рукой, в некоторых образцах фольклора используют палочки. В различных ансамблях (в том числе, в современных мугамных) употребляется в качестве ритмического инструмента, особенно с зурнами, балабанами. Игра на нагаре отличается большим ритмическим и динамическим разнообразием. Игра на «нагаре» часто сопровождает танцы «Гайтагы» «Яллы», «Джанги» и другие ритмичные танцы. Она используется в традиционных фольклорных обрядах и народных театрализованных играх. В настоящее время нагара в качестве ведущего инструмента играет большую роль в составе ансамблей и оркестров народных инструментов.